# 절요
《절요》(折腰)는 2025년 방송되었던 중국의 웹드라마이다.

## 등장 인물
- 쑹쭈얼 - 소교 역
- 류위닝 (刘宇宁) - 위소 역
- 쉬안루 (宣璐) - 소아황 역
- 류돤돤 (刘端端) - 위엄 역